# U-Bahnhof Appellhofplatz

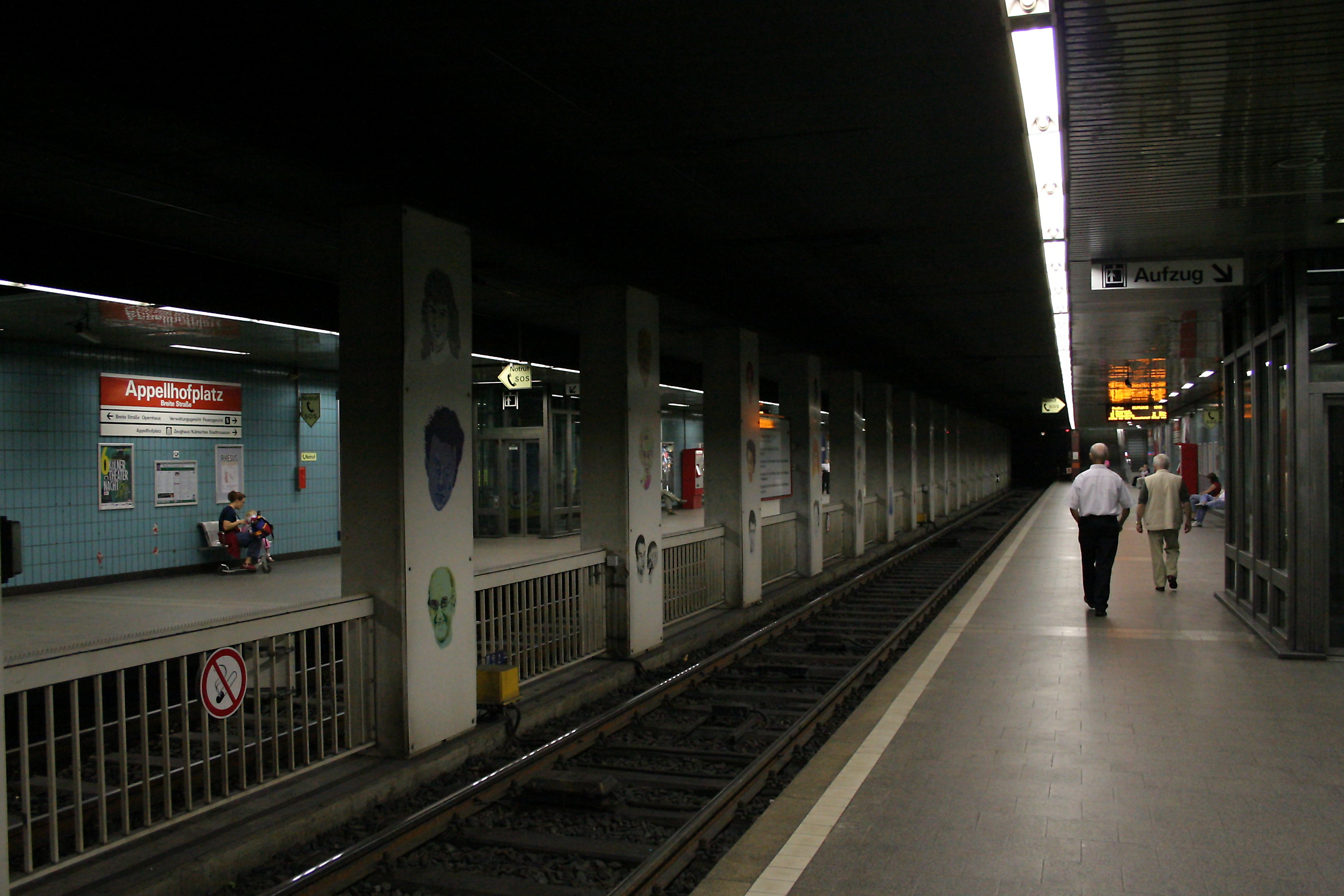
„Appellhofplatz/Breite Straße“ vor dem Umbau 2006

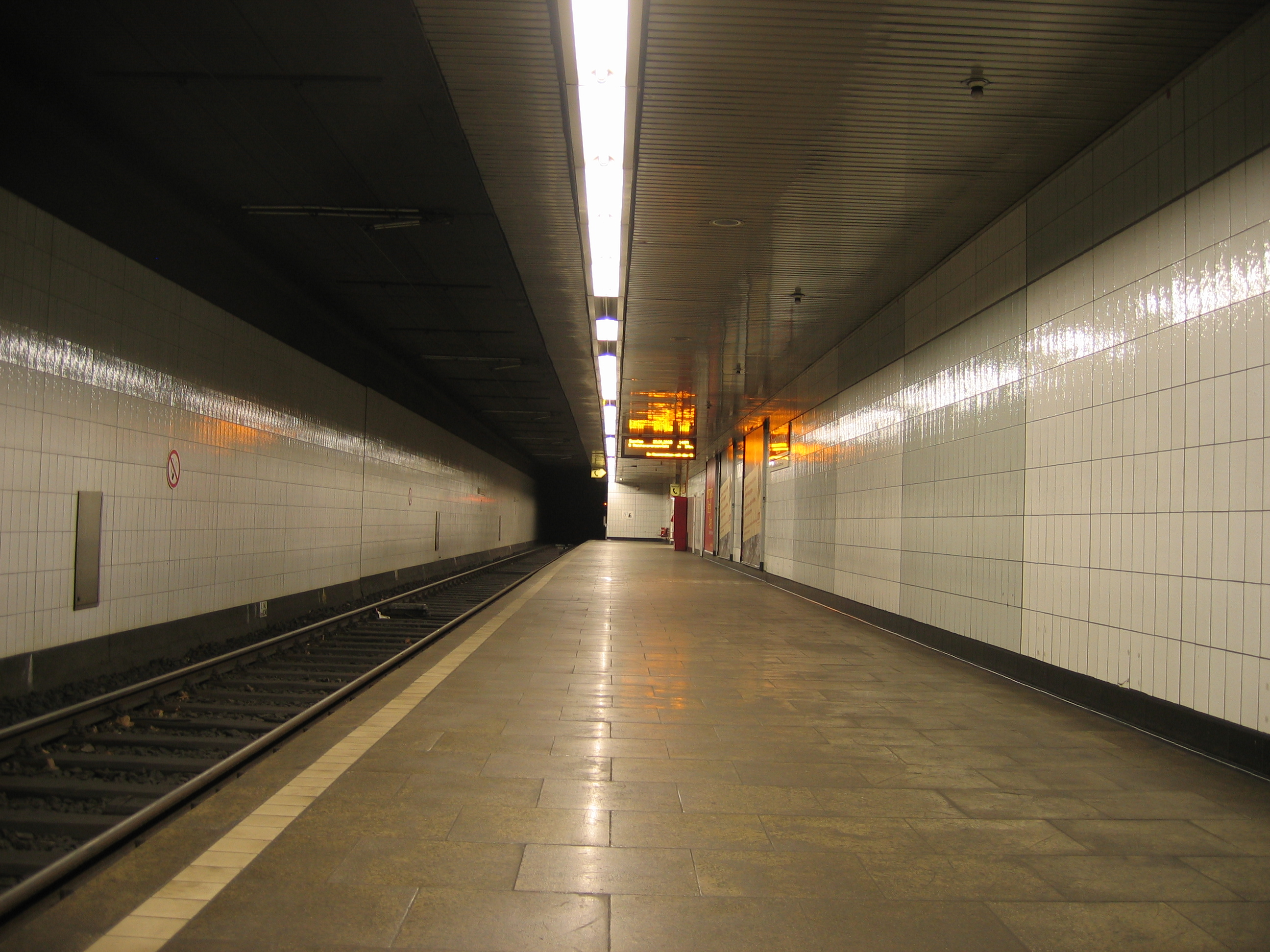
Haltestellenteil „Appellhofplatz/Zeughaus“

Der Kölner U-Bahnhof Appellhofplatz umfasst die zwei etwa 100 Meter voneinander entfernten Haltestellen Appellhofplatz/Breite Straße und Appellhofplatz/Zeughaus sowie das dazwischen liegende unterirdische Gleisdreieck.
An diesem U-Bahnhof halten werktags fahrplanmäßig rund 1000 Züge von fünf Linien an vier Bahnsteigen.

## Geschichte
Der U-Bahnhof in der Nähe des oberirdischen Appellhofplatzes ist Teil des Innenstadttunnels, der in den 1960er Jahren von der Stadt Köln als U-Straßenbahnstrecke geplant und aus eigenen Mitteln finanziert wurde. Dies führte zu einer verhältnismäßig einfachen Konstruktion mit engen Kurvenradien und höhengleichen Verzweigungen. Lediglich der Streckenast Friesenplatz–Dom wird kreuzungsfrei unter dem Gleisdreieck hindurchgeführt. Eröffnet wurde die Station in zwei Etappen 1968 (Appellhofplatz/Zeughaus) und 1969 (Appellhofplatz/Breite Straße).
Der deutlich stärker frequentierte Haltestellenteil Breite Straße wurde im Oktober 2006 auf Hochbahnsteige umgebaut, wodurch dort ein stufenloser Einstieg in die Stadtbahnwagen möglich ist. Der Haltestellenteil Zeughaus befindet sich dagegen im weitgehend unveränderten Originalzustand, da dieser Teil mit 2000 Ein- und Aussteigern pro Tag die mit Abstand am schwächsten frequentierte Kölner Tunnelhaltestelle darstellt.

## Kritik

### Verkehrliche Kritik
Das Gleisdreieck gilt heute als Nadelöhr des Innenstadttunnels. Die einander kreuzenden Verbindungen Neumarkt↔Friesenplatz und Neumarkt↔Dom/Hbf verzeichnen werktags 60 Zugfahrten pro Stunde, womit gegenseitige Behinderungen unvermeidlich sind.
Als unverständlich erscheint aus heutiger Sicht insbesondere der Umstand, dass ausgerechnet der am schwächsten frequentierte Ast Friesenplatz↔Dom/Hbf kreuzungsfrei ausgebaut wurde, während auf den anderen beiden Ästen Verzögerungen an der Tagesordnung sind. Allerdings ersetzte die Relation Friesenplatz-Dom eine stark frequentierte Straßenbahnstrecke, während die Äste Richtung Neumarkt neue Verbindungen waren, deren Frequentierung nicht absehbar war.
Mit Fertigstellung der Nord-Süd-Stadtbahn, voraussichtlich Ende der 2020er Jahre, wird die Linie 16 die Station nicht mehr befahren, wodurch 12 Zugfahrten pro Stunde entfallen.

### Verwahrlosung
Das Stationsbauwerk wird auf Grund von erheblichen Problemen, darunter Drogenkonsum, Verschmutzung und allgemeine Verwahrlosung als Angstraum beschrieben.

## Kölner Köpfe
Die Mittelsäulen in der U-Bahn-Haltestelle Appellhofplatz wurden von den Künstlern Andreas Paulun, Ralf Jesse, Justus Herrmann und Hans-Peter Dürhager gestaltet, die zusammen unter dem Namen „Tabot Velud“ arbeiteten. Eine Tafel an der Schmalseite eines der Bahnsteige nennt einen großen Tabakkonzern als Sponsor.
Vierzig bekannte und unbekannte Kölner Köpfe wurden so an den Säulen verewigt. Die Porträts wurden in dreifacher Ausführung, schwarz-weiß, monochrom und mehrfarbig, auf Aluminiumplatten gesprüht und während einer nächtlichen Aktion angebracht. Unter den porträtierten Kölner Köpfen sind Alfred Biolek, Jürgen Zeltinger, Günter Schulte, Hermann Götting, Willy Millowitsch und Pierre Littbarski.

## Linien
| Linie | Linienverlauf | Takt |
| ----- | --- | --- |
| 3     | Thielenbruch – Dellbrück – Holweide – Buchheim – Buchforst – Koelnmesse – Bf. Deutz/Lanxess Arena – U Severinstraße – U Poststraße – U Neumarkt – U Appellhofplatz (Breite Straße) – U Friesenplatz – U Hans-Böckler-Platz/Bahnhof West – U Piusstraße – U Körnerstraße – U Venloer Straße/Gürtel (Bf. Ehrenfeld) – U Leyendeckerstraße – U Rochusplatz – U Akazienweg – Bocklemünd – Mengenich – Görlinger-Zentrum | 10 min |
| 4     | Leverkusen-Schlebusch – Köln-Dünnwald – Höhenhaus – Mülheim Wiener Platz – Koelnmesse – Bf. Deutz/Lanxess Arena – U Severinstraße – U Poststraße – U Neumarkt – U Appellhofplatz (Breite Straße) – U Friesenplatz – U Hans-Böckler-Platz/Bahnhof West – U Piusstraße – U Körnerstraße – U Venloer Straße/Gürtel (Bf. Ehrenfeld) – U Leyendeckerstraße – U Rochusplatz – U Akazienweg – Bocklemünd | 10 min |
| 5     | Sparkasse Am Butzweilerhof – IKEA Am Butzweilerhof – Alter Flughafen Butzweilerhof – Rektor-Klein-Straße – Margaretastraße – Iltisstraße – Lenauplatz – Nußbaumerstraße – Subbelrather Straße/Gürtel – Liebigstraße – Gutenbergstraße – U Hans-Böckler-Platz/Bahnhof West – U Friesenplatz – U Appellhofplatz/Zeughaus – U Dom/Hbf – U Rathaus – U Heumarkt | 10 min |
| 16    | Niehl – Amsterdamer Straße/Gürtel – U Reichenspergerplatz – U Ebertplatz – U Breslauer Platz/Hbf – U Dom/Hbf – U Appellhofplatz (Breite Straße) – U Neumarkt – Barbarossaplatz – Chlodwigplatz – Ubierring – Marienburg – Rodenkirchen – Sürth – Godorf – Wesseling Nord – Wesseling – Wesseling Süd – Urfeld – Widdig – Uedorf – Hersel – Tannenbusch Mitte – Tannenbusch Süd – Propsthof Nord – Bonn West – U Bonn Hbf – U Universität/Markt – U Juridicum – U Bundesrechnungshof/Auswärtiges Amt – U Museum Koenig – U Heussallee/Museumsmeile – Ollenhauerstraße – Olof-Palme-Allee – Max-Löbner-Straße/Friesdorf – Hochkreuz/Deutsches Museum Bonn – U Wurzerstraße – U Plittersdorfer Straße – U Bonn-Bad Godesberg Bf – U Bad Godesberg Stadthalle | 10 min |
| 18    | Thielenbruch – Dellbrück – Holweide – Buchheim – U Bf Mülheim – U Mülheim Wiener Platz – Zoo/Flora – U Reichenspergerplatz – U Ebertplatz – U Breslauer Platz/Hbf – U Dom/Hbf – U Appellhofplatz (Breite Straße) – U Neumarkt – Barbarossaplatz – Eifelwall – Klettenberg – Efferen – Hürth-Hermülheim – Fischenich – Brühl-Vochem – Brühl Mitte – Badorf – Schwadorf – Walberberg – Merten – Waldorf – Dersdorf – Bornheim – Roisdorf West – Alfter – Dransdorf – Bonn West – Bonn Hbf | 10 min (Thielenbruch–Buchheim) 5 min (Buchheim–Klettenberg) 10 min (Klettenberg–Schwadorf) 20 min (Schwadorf–Bonn) |